# Wiadukt Goldielea
Wiadukt Goldielea (ang. Goldielea Viaduct) – nieczynny wiadukt kolejowy położony w pobliżu miejscowości Cargenbridge na obszarze jednostki administracyjnej (council area) Dumfries and Galloway w Szkocji.

## Opis
Wiadukt położony jest około dwóch kilometrów na południowy zachód od miejscowości Cargenbridge. Wiadukt składa się z 18 przęseł i przebiega po łuku nad doliną Goldielea. Zbudowany z boniowanych kamiennych bloków. Wzdłuż filarów poprowadzono pilastry. Wiadukt posiada kamienne balustrady, wykończone w dolnej części gzymsem. W 1971 roku wiadukt został wpisany na szkocką listę zabytków, w najwyższej kategorii A.

## Historia
Wiadukt został otwarty dla ruchu pociągów 7 listopada 1859 roku, jako część linii kolejowej Dumfries–Castle Douglas–Kirkcudbright, obsługiwanej przez towarzystwo kolejowe "Glasgow i South Western Railway". Projektantem wiaduktu był inżynier John Miller junior. Wyłączenie wiaduktu z użytkowania nastąpiło w czerwcu 1965 roku, następnie zlikwidowano tory i od tego czasu nie jest używany.

## Galeria

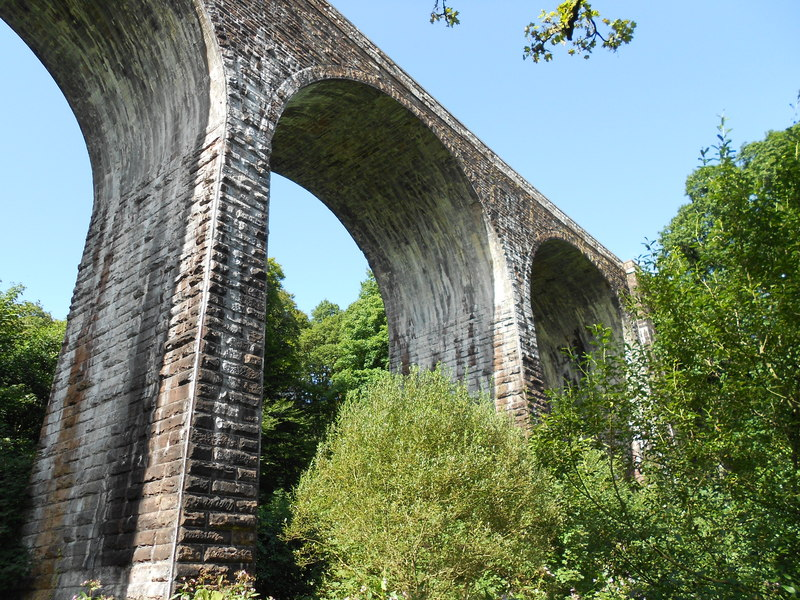
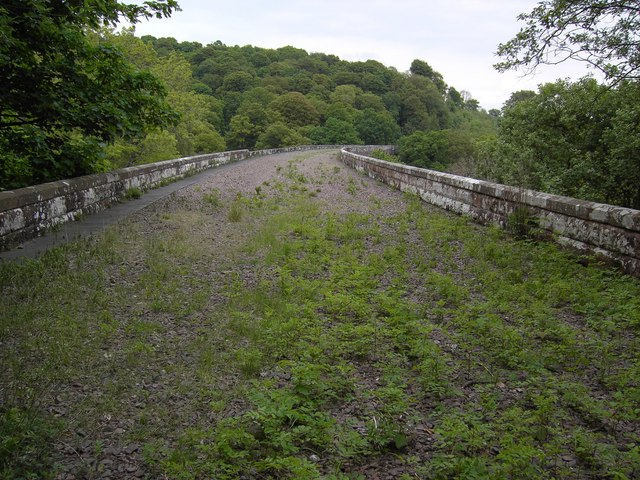